# Bad Reichenhall
Bad Reichenhall là một thị xã nghỉ mát, trung tâm hành chính huyện Berchtesgadener Land thuộc vùng Oberbayern, Đức.
Bad Reichenhall đã từng là một trung tâm sản xuất muối ăn.

## Địa lý

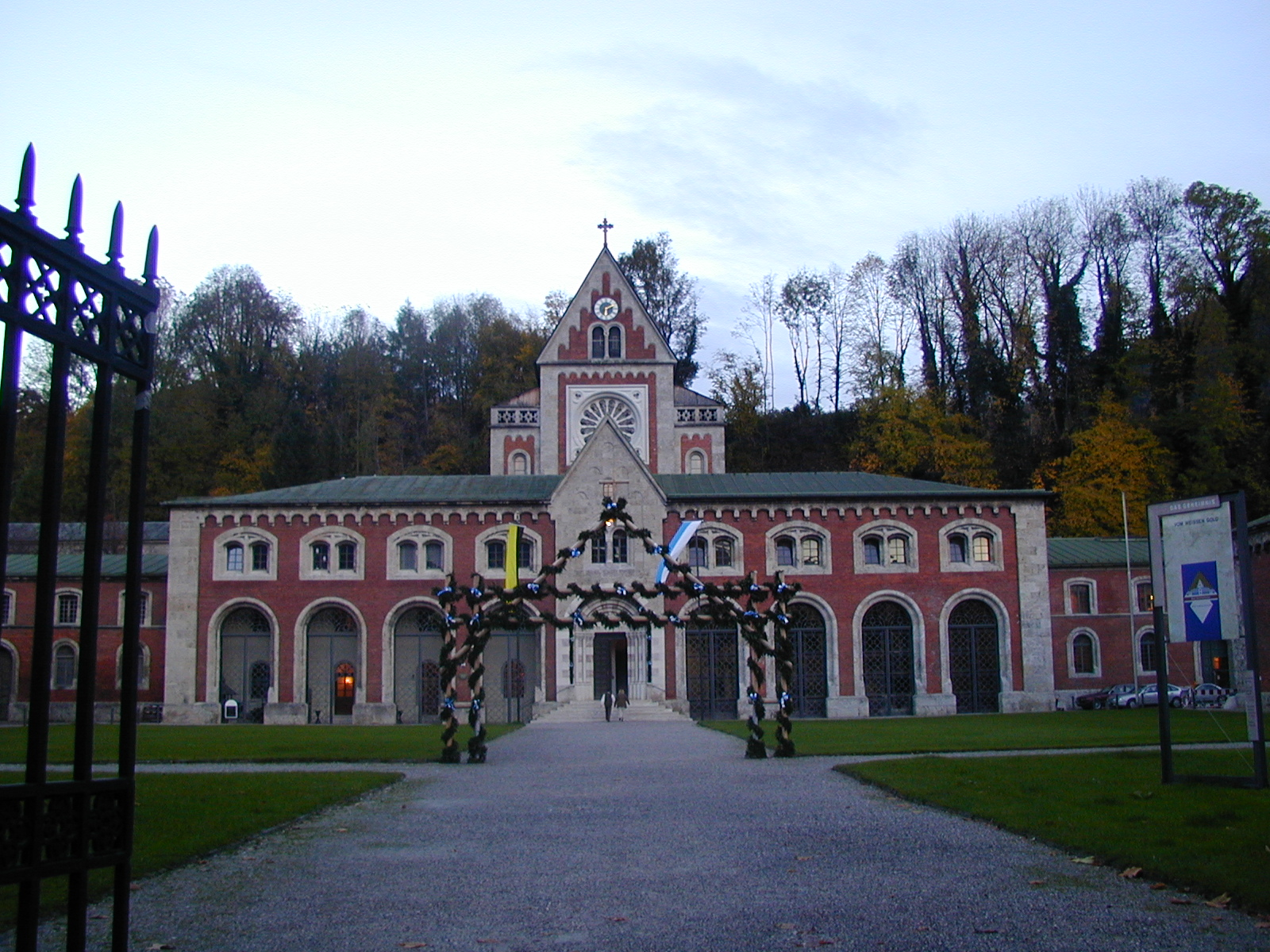
Alte Saline (nhà máy tinh luyện muối cũ)

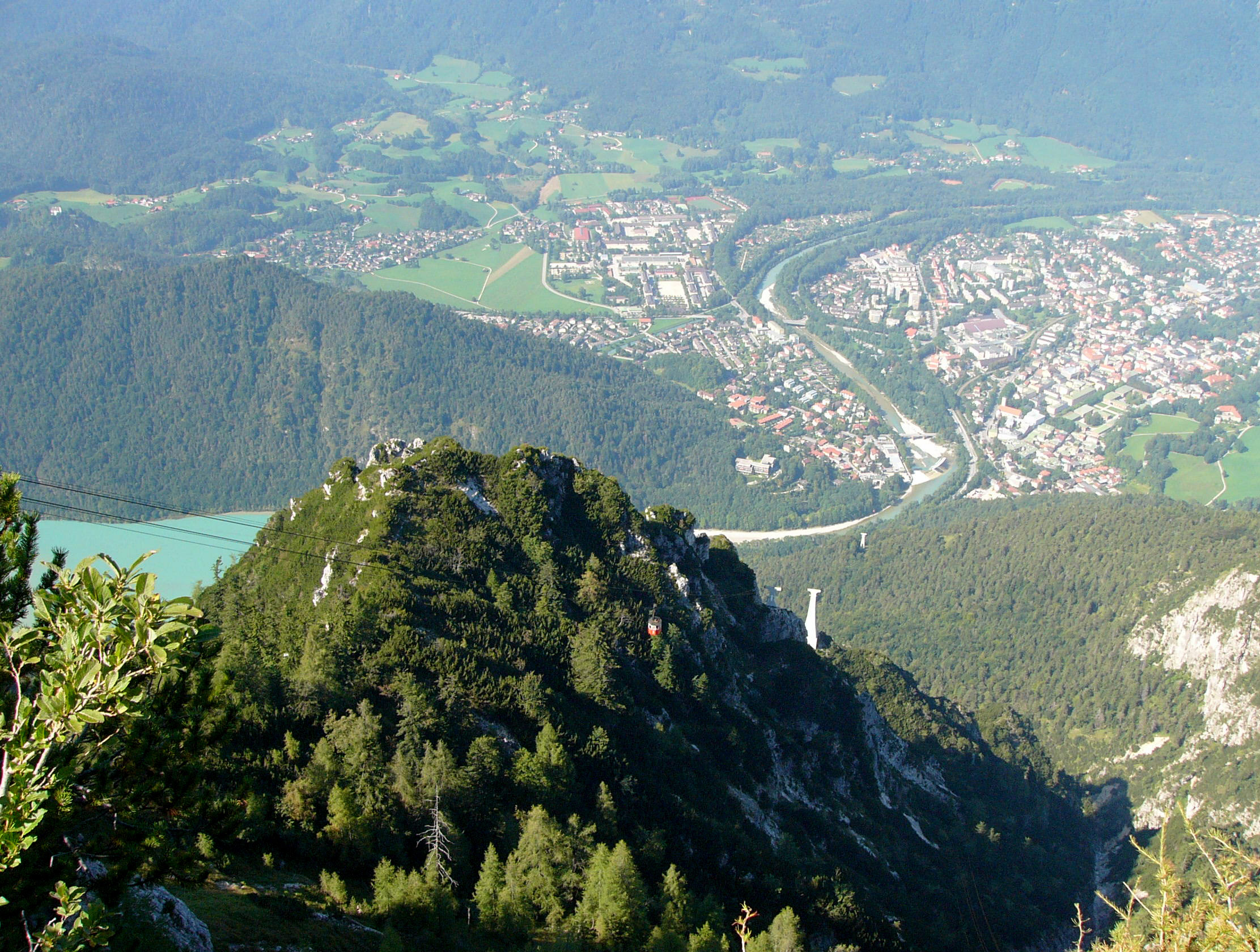
Bad Reichenhall nhìn từ đỉnh núi Predigtstuhl

Bad Reichenhall tọa lạc gần Salzburg (khoảng cách đường thẳng là 15 km; đường xe hơi 21 km) nằm trong một thung lũng có dòng sông Saalach chảy qua. Thành phố này được bao quanh bởi đồi núi, núi Staufen (1.771 m) và núi Zwiesel (1.781 m)) cũng như núi Fuderheuberg về phía Bắc, ở phía Tây núi Zwiesel, ở phia Tây nam núi Gebersberg và Müllnerberg, ở phía Nam núi Predigtstuhl, về phía Đông làng Bayerisch Gmain và làng Großgmain thuộc Áo, cũng như núi Untersberg.
Ga xe lửa nằm khoảng 470 m trên mực nước biển.

## Khí hậu
Nhờ nằm ở thung lũng sông Saalach, cho nên mặc dù bị núi bao quanh Bad Reichenhall vẫn có được một khí hậu ôn hòa, lượng nước mưa trung bình mỗi năm là 1675 mm và nhiệt độ trung bình là 8,5 Grad C, thích hợp trong việc hỗ trợ điều trị một số bệnh tật.

## Muối
Cho tới bây giờ muối vẫn đóng một vai trò quan trọng tại Bad Reichenhall. Nhờ những hồ bơi có nước muối thiên nhiên Reichenhall được công nhận là nơi nghỉ mát và dưỡng bệnh. Muối của Bad Reichenhall Reichenhaller Markensalz vẫn được thông dụng khắp nước Đức và nhiều nước khác trên thế giới.